# Джон Мілтон (політик)
Джон Мілтон (бл. 1756–1817) був офіцером Війни за незалежність із родини поселенців у Північній Кароліні, який став політичним діячем колоніальної епохи, який відіграв видатну роль у створенні та розвитку штату Джорджія.

## Ранні роки і військова кар'єра

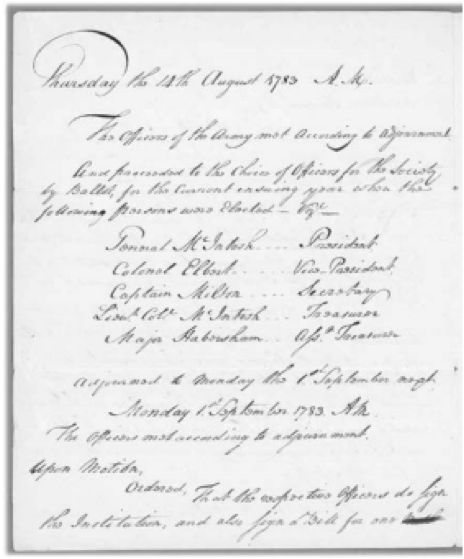
Джон Мілтон, перший державний секретар Джорджії, обирався тричі; майор Августи; Герой війни за незалежність; також був першим секретарем Товариства Джорджії в Цинциннаті

Мілтон народився в окрузі Галіфакс, штат Північна Кароліна. Сім'я Джона Мільтона в Північній Кароліні була створена в результаті міграції англійських сімей, включаючи сім'ю Мільтонів, з Вірджинії з початку до середини 1700-х років. Прийняті англійські закони, які «спричинили бум у Північній Кароліні, який тривав з 1730 року до Американської революції». Найновіші дослідження з перевагою доказів демонструють, що батько Мільтона, також Джон, мігрував до прибережної рівнини Північної Кароліни з двоюрідними братами, наприклад, Робертом Мілтоном (1696-1759; помер в окрузі Орандж, Північна Кароліна). Таким чином, Джон Мілтон з Галіфакса, штат Північна Кароліна, ймовірно, є нащадком писаря Річарда Мільтона, який іммігрував на кораблі «Supply» у 1621/22 р. до Барклая/Джеймстауна. Каролінець Джон Мільтон приєднався до Континентальної армії прапорщиком у 1-му Джорджійському полку 7 січня 1776 р.; отримав звання 1-го лейтенанта і потрапив у полон у Форт-Хоу, штат Джорджія, у лютому 1777 року разом з лейтенантом. Вільям Колдуелл, після здачі цього місця, утримувався як заручник і був ув'язнений у замку Сент-Августин, штат Флорида, до листопада 1777 року. 15 вересня 1777 року він отримав звання капітана, а після звільнення повернувся до армії та служив до кінця війни, вийшовши у відставку 15 вересня 1782 року. Мільтон був прийнятий як перший член Товариства Цинциннаті в штаті Джорджія, обіймаючи посаду першого секретаря установчого товариства Джорджії з 1783 по 1786 рік. Після війни займався посадництвом.

## Політична служба
Мілтон був першим державним секретарем Джорджії, обраним у 1777 році. 6 грудня 1778 року, коли наблизилися британці, він за наказом губернатора вивіз державні документи до Перрісберга. Він знову служив на цій посаді в 1781–83 та 1789 роках. Його рідний штат висловив свою вдячність службі Мілтона двома голосами виборців на історичних перших президентських виборах. Він також був одним із перших мерів Огасти, штат Джорджія. Джон Мілтон підписав ратифікацію Джорджією Конституції США.

## Спадщина
Джон одружився з Ханною Е. Спенсер, і з їхніх дітей Ген. Гомер Вергіл Мілтон (qv), був офіцером у війні 1812 року. Його онук, також на ім'я Джон Мільтон, служив губернатором Флориди під час громадянської війни. Праправнуком Джона Мільтона був Вільям Холл Мілтон, сенатор США від Флориди.
Спадщина Мільтона як батька-засновника штату Джорджія призвела до того, що округ назвали його іменем. Округ Мілтон, штат Джорджія, був утворений у 1857 році з населенням 6730 осіб у 1930 році, об’єднаний з округом Фултон 1 січня 1932 року згідно з актом законодавчого органу штату. У 2010 році була спроба відродити округ Мілтон, відокремивши частини округу Фултон.

## Подальше читання
- Kestenbaum, Lawrence (1996–2005). Index to Politicians: Millsap to Minehart. The Political Graveyard. Процитовано 7 червня 2006.
- Gordon DenBoer, ред. (1984). The Documentary History of the First Federal Elections. University of Wisconsin Press. с. 440—441. This reference is primarily concerned with Milton in the context of the 1789 presidential election.